# Cyprus (eiland)
Cyprus is een eiland in het oostelijk deel van de Middellandse Zee met een oppervlakte van 9252 km². Geografisch gezien ligt het eiland in Azië, maar om culturele redenen wordt het eiland bij Europa gerekend. Qua grootte is het na Sicilië en Sardinië het derde eiland in de Middellandse Zee. Het ligt ongeveer 70 km ten zuiden van Turkije en 100 km ten westen van Syrië.
Politiek is het gebied sinds 1983 de facto verdeeld in twee staten:
- Op het noordelijk deel, dat ongeveer een derde van het eiland beslaat, ligt de (zelf verklaarde) Turkse Republiek Noord-Cyprus.
- Op het zuidelijk deel ligt de Republiek Cyprus die, met zijn Cypriotische en van oorsprong Griekse bevolking, evenals Griekenland lid is van de Europese Unie.

Daarnaast zijn er sinds 1960 twee gebieden op Cyprus die geen onderdeel zijn van de Republiek Cyprus, Akrotiri en Dhekelia: deze twee gebieden zijn militaire bases van Groot-Brittannië.
| Vlag | Wapen | Naam                 | Hoofdstad           | Oppervlakte | Taal             | Munteenheid | Status                |
| ---- | ----- | -------------------- | ------------------- | ----------- | ---------------- | ----------- | --------------------- |
|      |       | Zuid-Cyprus          | Nicosia             | 5.896 km²   | Grieks           | Euro        | Onafhankelijk         |
|      |       | Noord-Cyprus         | Lefkoşa             | 3.355 km²   | Turks            | Turkse lira | Onderdeel van Turkije |
|      |       | Akrotiri en Dhekelia | Episkopi Cantonment | 254 km²     | Engels en Grieks | Euro        | Brits bezit           |